# 冨士博司
冨士 博司（ふじ ひろし）は、日本の官僚。会計検査院審議官。

## 人物
東京都出身。学習院大学経済学部卒業、1986年会計検査院入省。